# Friedrichsburg (zámek)
Zámek Friedrichsburg je šlechtické sídlo a dominanta města Vohenstrauss v Horní Falci v Bavorsku.

## Dějiny
Friedrichsburg byl postaven v letech 1586 až 1593 falckrabětem Friedrichem von Pfalz-Vohenstrauß-Parkstein. Stavebním mistrem byl Leonhardt Greineisen z Burglengenfeldu, práci provedl Weidenský mistr zedník Hanss Reicholt. Ten zemřel v roce 1589, v díle pokračoval italský zedník Hans Meria. Podle stavitele je zámek také pojmenován.
Falckrabě Friedrich se přestěhoval do Vohenstraußu z Weidenu se svou manželkou Kateřinou-Sofií v roce 1593, aby pobýval v Friedrichsburgu. Friedrich původně zamýšlel rozšířit své sídlo ve Weidenu. Nakonec bylo rozhodnuto přesídlit do Vohenstraussu. Jako sídelní město se Vohenstrauss těšil výraznému hospodářskému vzestupu. Poté, co Friedrich 17. prosince 1597 zemřel, sloužil palác falckraběnce jako vdovské sídlo až do její smrti 10. května 1608. Falckraběcí práva přešla na větev rodiny sídlící ve Pfalz-Neuburg.
V následujícím období byl Friedrichsburg využíván jako byt správce panství Floss a Vohenstrauss. Zámek byl poprvé rekonstruován v letech 1659 až 1661.
V 19. století byl zámek využíván pro potřeby různých správních kanceláří. Například roku 1809 se sem přesunul okresní soud z Burgtreswitz. Od roku 1842 sídlil na zámku také penzijní úřad, v roce 1862 okresní úřad, později zemský úřad a až do roku 1972 sloužil zámek jako okresní úřad okresu Vohenstrauß.

## Dnešní využití
Renovační práce začaly na zámku 24. května 1989. Bylo plánováno, že zde bude umístěno vzdělávací zařízení Institutu KAB. Otevřít se mělo v červenci 1992, ale projekt se prodlužoval a náklady na rekonstrukci se velmi prodražily. Až v roce 2001 byly fasády Friedrichsburgu kompletně zrekonstruovány. Svobodný stát Bavorsko již hrad nabídl několikrát k prodeji, ale nenašli se žádní kupci ani sponzoři, kteří by mohli pokračovat v renovačních pracích uvnitř sídla. Zámek slouží (2019) jako místo pro výstavy, koncerty a divadlo, mimo jiné jako součást festivalu Leuchtenberg Castle Festival.
Od letní sezóny 2009 se v přízemí hradu nacházejí turistické informace města Vohenstrauß a kancelář turistického sdružení Naturparkland Oberpfälzer Wald.

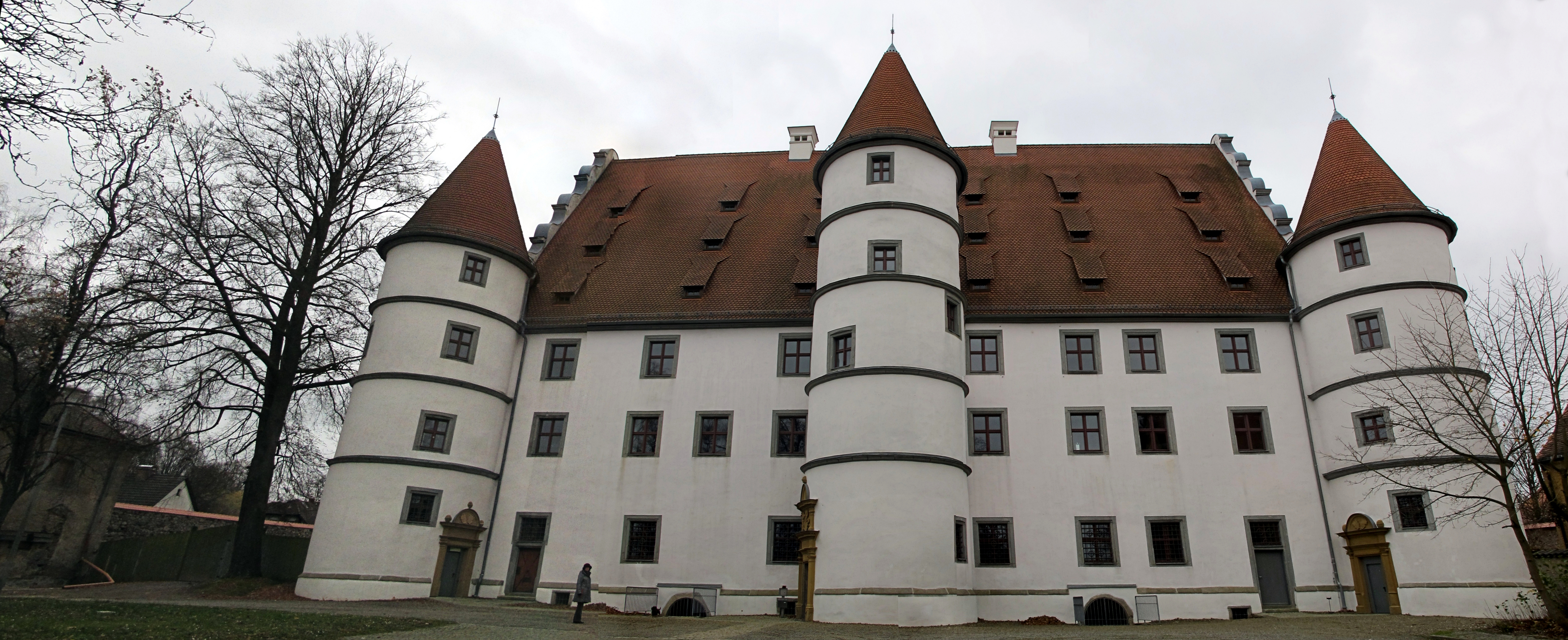
Jižní fronta zámku Friedrichsburg

## Popis budovy
Zámek je třípodlažní obdélníková stavba s vysokou, strmou sedlovou střechou postavená ve stylu německé renesance. Ve čtyřech nárožích jsou umístěny kruhové vížky s kuželovou střechou. Uprostřed na sever orientované hlavní fasády strany je pátá, také kulatá hlavní vstupní věž, která je ještě o jedno patro vyšší. Na jižní straně budovy je šestá kruhová věž, která byla přestavena v roce 1903. Východní a západní strana je vybavena prolamovanými štíty, žulové římsy po celém obvodu stavby vyznačují jednotlivá podlaží. Kolem roku 1600 byla kolem hradu vztyčena obdélníková zeď s rytými reliéfy. Zámek je dlouhý 40,84 metrů, široký 18,57 metrů a má čistou podlahovou plochu 2225 metrů čtverečních.

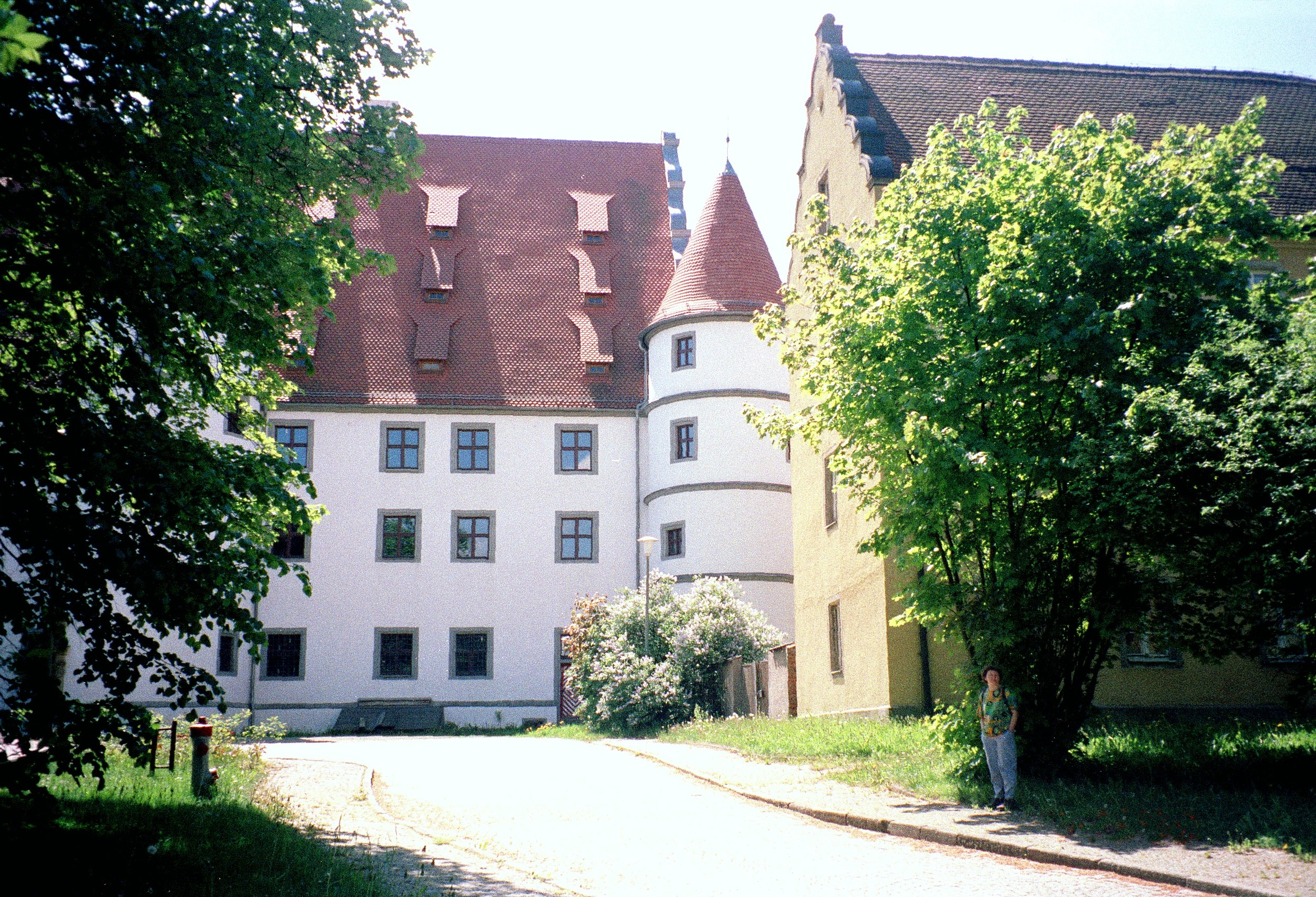
Zámek Friedrichsburg vstup
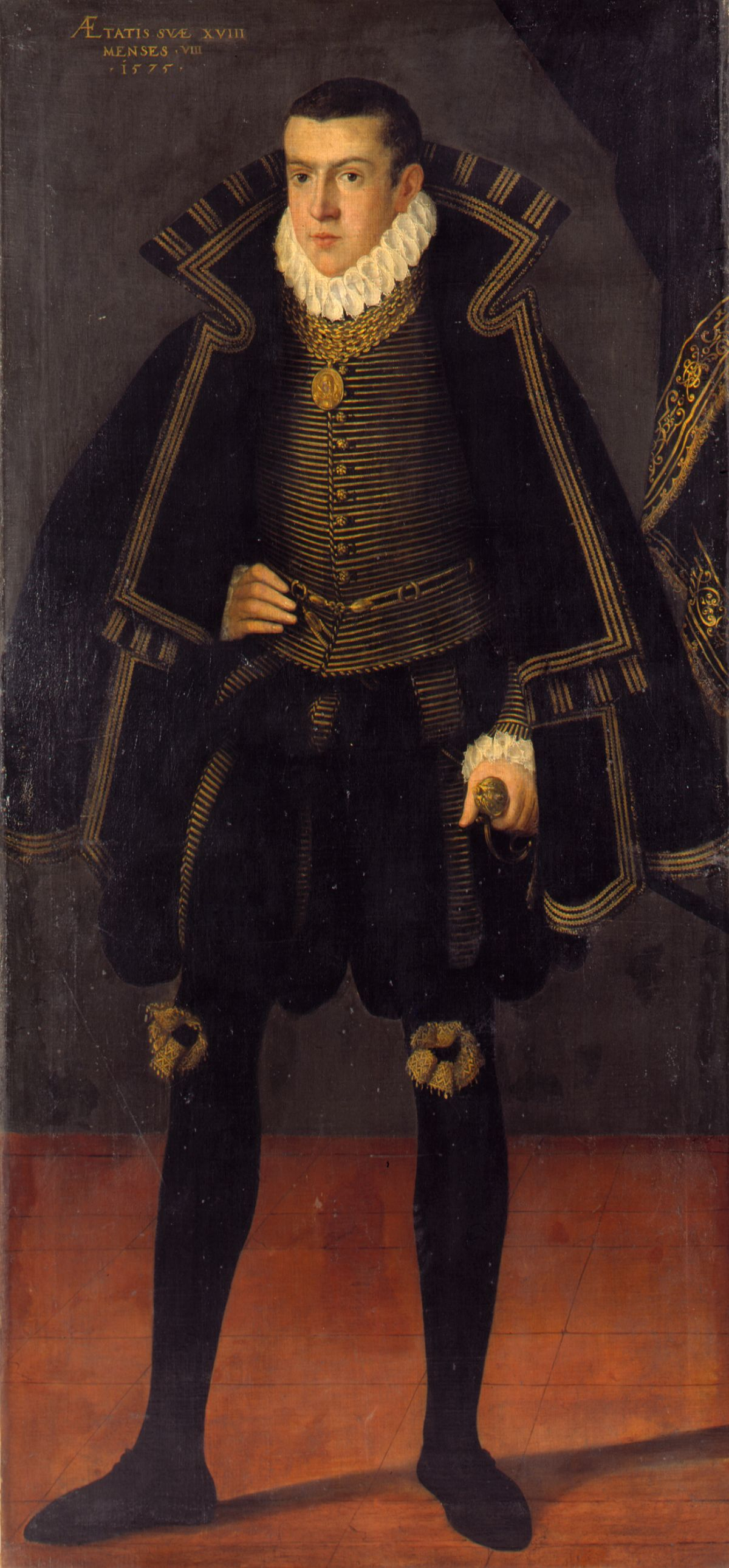
Friedrich (Pfalz-Zweibrücken-Vohenstrauß-Parkstein)
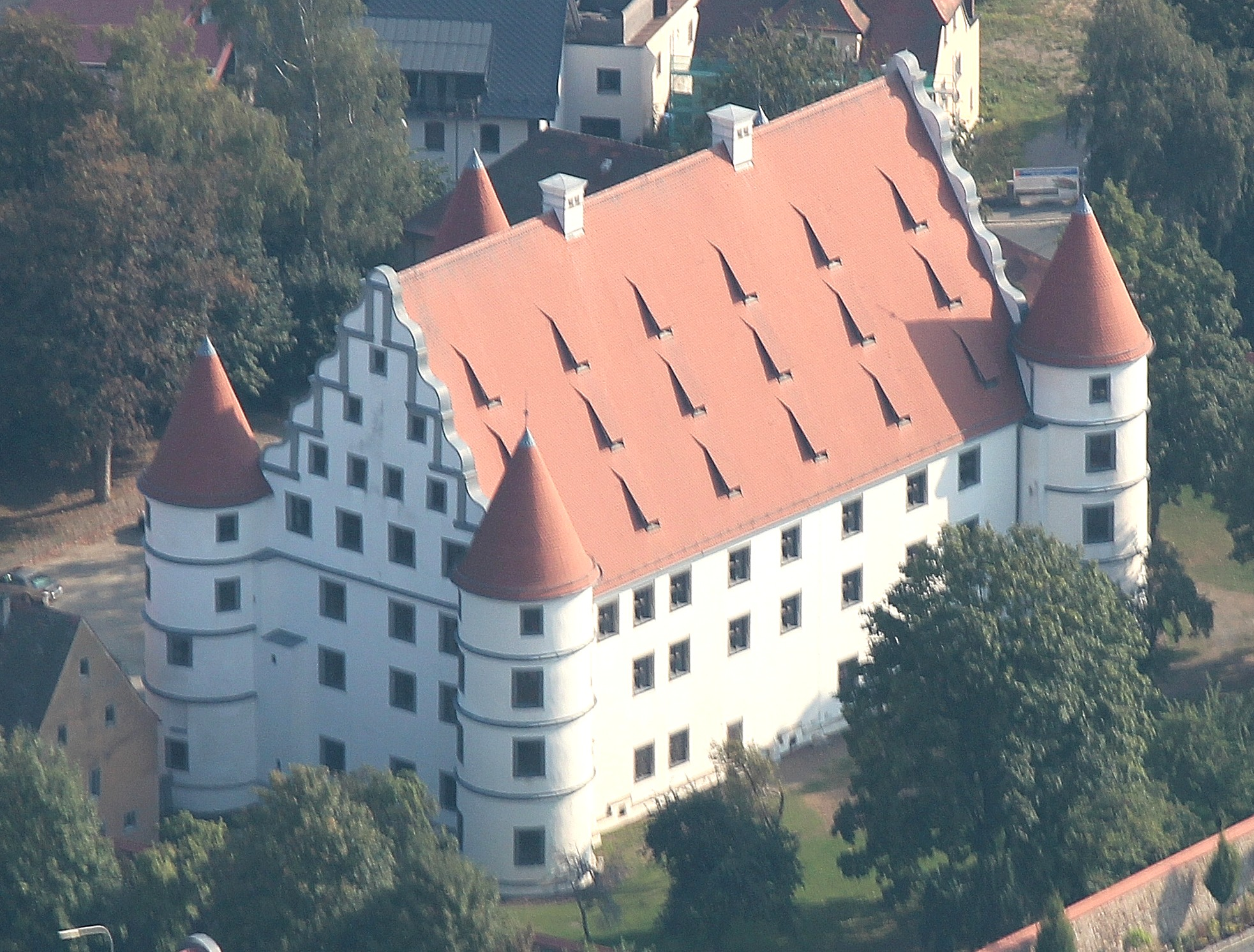
Zámek z leteckého pohledu